# Albulina meleager
Albulina meleager är en fjärilsart som beskrevs av Jacob Hübner 1798/803. Albulina meleager ingår i släktet Albulina och familjen juvelvingar. Inga underarter finns listade i Catalogue of Life.